# Helen McCloy
Helen McCloy, född 1904 i New York, död 1994, var en amerikansk kriminalförfattare. 

## Biografi
Helen McCloy föddes i New York och for 1923 till Frankrike för att studera vid Sorbonne. 1927–1932 arbetade hon för Hearts Universal News Service. Mellan 1921 och 1943 var hon gift med sångtextförfattaren Alan Dubin. Hon återvände till USA 1932 och gifte sig 1946 med David Dresser som skrev böcker under pseudonymen Brett Halliday. Tillsammans med Dresser grundade hon bokförlaget Torquil Publishing Company.
Helen McCloys amatördetektiv och hjälte heter oftast Dr Basil Willing och är psykiater. Han förekommer i 13 detektivromaner och i flera noveller. Willing säger "every criminal leaves psychic fingerprints, and he can't wear gloves to hide them" (varje brottsling lämnar sina psykiska fingeravtryck och han kan inte bära handskar för att gömma dem).
År 1990 blev McCloy Grand Master i MWA (The Mystery Writers of America). Det finns också ett stipendium, Helen McCloy/MWA Scholarship for Mystery Writing.
Citat: "Mystery writers are often asked why the detective story is popular. Could this popularity come from the fact that the detective story is one of the few surviving forms of storytelling? Love of the story is older than any folklore we know, as old as human language itself."
- Helen McCloy, citerad i Twentieth-Century Crime and Mystery Writers (St Martin's, 1985).

### Serien med Basil Willing, översatta till svenska
- Sanningen som dödar, 1942 (The deadly truth)
- Hallå, vem är det?, 1944 (Who's calling?)
- Vad ville han?, 1944 (Cue for murder)
- Dödsdansen, 1945 (Dance of death)
- Trollmässa, 1946 (The goblin market)
- Han som kom undan, 1947 (The one that got away)
- Såsom i en spegel, 1950 (Through a glass, darkly)
- Och inga fåglar sjunga, 1951 (Alias Basil Willing)
- Papper angående miss Lash, 1956 (The long body)
- Du är död!, 1958 (Two-thirds of a ghost)
- En mördare på dig väntar, 1969 (Mr Splitfoot)

### Serien med Basil Willing, ej översatta
- The Man in the Moonlight (1940)
- Burn This (1980)
- The Pleasant Assassin and Other Cases of Dr. Basil Willing (Short Stories) (2003)

### Övriga
- Var god stör ej!, 1946 (Do not disturb)
- Panik, 1947 (Panic)
- Någon ämnar mörda mig, 1948 (1954 som Mord ombord) (She walks alone)
- Det ofullbordade brottet, 1955 (Unfinished crime)
- ...I morgon död, 1957 (Blood on the stars)
- Tyst som döden
- Dråparen och den dräpte, 1962 (The slayer and the slain)
- Den onda cirkeln, 1969 (The further side of fear)
- Var det mord, 1972 (A question of time)